# Góra Orla
Die Góra Orla (1910 unbenannt) ist mit 33 m n.p.m. die höchste Erhebung der Wyspa Sobieszewska (übersetzt Bohnsacker Insel) in der Woiwodschaft Pommern in Polen. Das Messtischblatt von 1910 gibt eine Höhe von 32,8 Metern an. Die durch Bewuchs befestigte Düne liegt im Danziger Stadtgebiet, etwa 500 Meter südlich der Ostsee. Das Gebiet gehört zur Danziger Nehrung.
Der Name des Berges bezieht sich auf die Siedlung Orle (deutsch Wordel; kaschubisch Òrlé). Er liegt aber näher bei Wieniec (Kronenhof), dessen Gebiet östlich des Gipfels beginnt. Historisch gehörte das Waldgebiet jedoch dem Staat bzw. der Stadt Danzig. Der Name Orla ist kaschubisch und einer der östlichsten kaschubischen Namen an der Danziger Bucht. Die Übergänge zwischen den Siedlungsgebieten der Kaschuben und Prußen waren fließend.